# Lista de deputados estaduais da Bahia

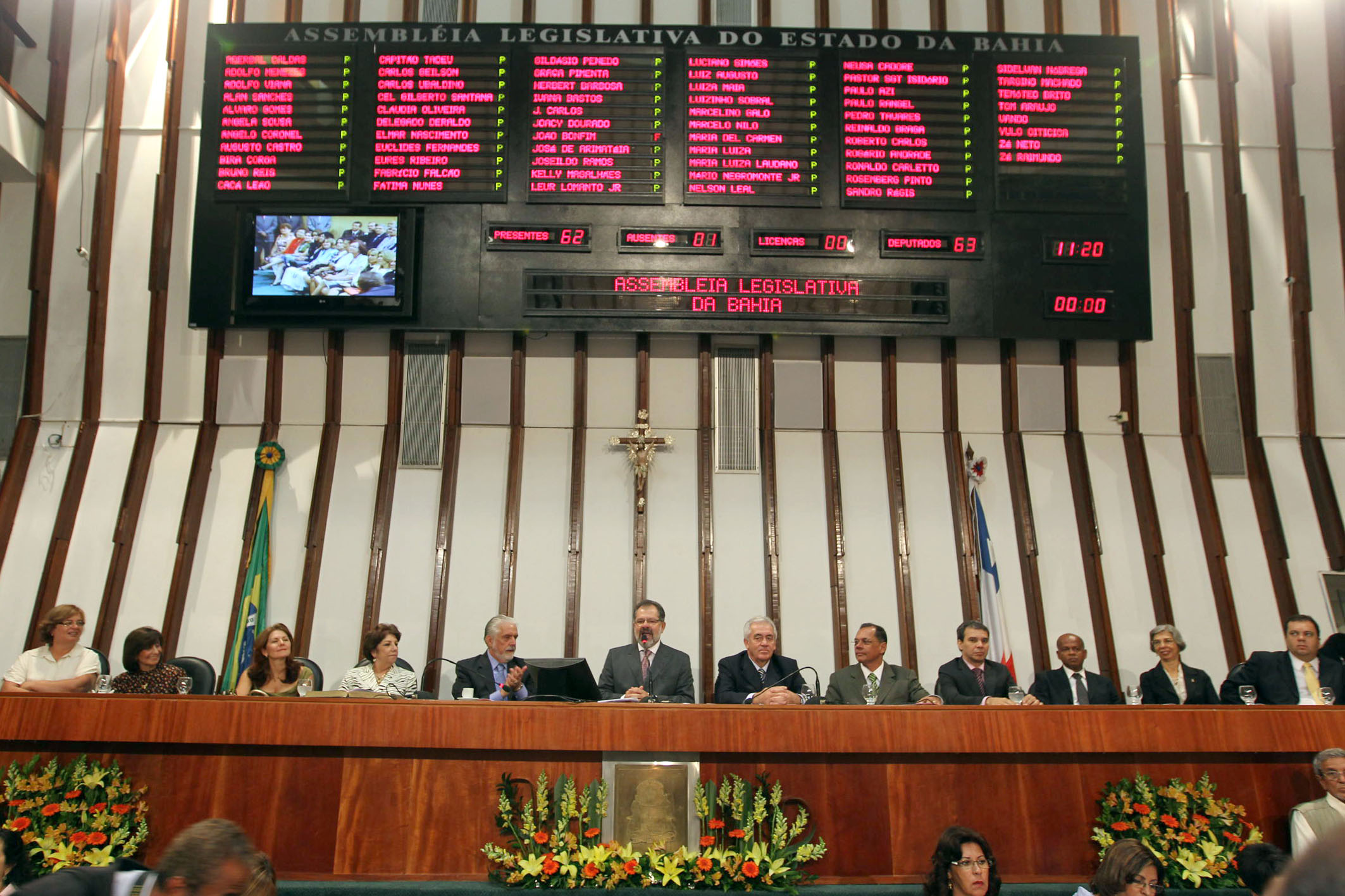
Painel com os nomes de deputados estaduais e alguns dos quais sentados à mesa diretora em sessão de abertura de trabalhos do ano de 2011, início da 17.ª legislatura

Esta é uma lista de deputados estaduais da Bahia, um dos estados do Brasil. Deputados(as) estaduais designam parlamentares do poder legislativo da Bahia, mais precisamente integrantes da Assembleia Legislativa do Estado da Bahia (ALBA). Nos últimos tempos, a cada quatro anos uma eleição renova a composição das 63 vagas da ALBA para a legislatura subsequente e para exercer atribuições como proposição de legislações, aprovação do orçamento público estadual e fiscalização do poder executivo (incluindo o governador estadual).
Os deputados estaduais sucedem aos deputados provinciais da época do Império do Brasil. Durante a Primeira República Brasileira, eram integrantes da Câmara dos Deputados do Estado da Bahia ― câmara baixa do sistema bicameral baiano ― até que a Revolução de 1930 dissolveu as casas dos poderes legislativos estaduais de todo o Brasil (câmara e senados estaduais), como também extinguiu o formato bicameral. Com a tal extinção, desde 1934, deputados estaduais passam a ser os integrantes da ALBA, a câmera única do legislativo baiano desde então. Contudo, durante o Estado Novo (entre 1937 e 1945), as assembleias legislativas estaduais foram fechadas e a ALBA só voltou a funcionar em 1947, quando a contagem de legislaturas foi reiniciada. No período bicameral, eram 21 deputados estaduais por legislatura exercendo mandatos de dois anos e, com a adoção do unicameralismo e instalação da ALBA, passaram a ser 42 eleitos e oito deputados classistas (isto é, indicados por sindicatos) com mandatos de quatro anos. Em 1947, voltou a funcionar com 60 assentos.
Em termos de gênero e raça, a composição da casa legisladora baiana não guarda correspondência com proporções demográficas estaduais, o que torna importante alguns marcos. A primeira deputada estadual baiana foi eleita em 1934, trata-se da bacharela em Direito Maria Luíza Bittencourt (filiada à Federação Brasileira pelo Progresso Feminino). Na quinta legislatura pós-1947, em 1963, a funcionária pública Ana Oliveira (então filiada ao Partido Libertador) foi a primeira deputada estadual baiana a presidir uma sessão legislativa, depois de eleita para fazer parte da Mesa Diretora da ALBA no biênio 1963-1964 como 4.ª secretária. No século seguinte, eleita em 2018, a pedagoga Olívia Santana (filiada ao Partido Comunista do Brasil) tomou posse para a 19.ª legislatura e se tornou a primeira mulher negra a ocupar um assento no legislativo baiano.

## Legislaturas desde 1947
A tabela abaixo lista as legislaturas com seus períodos correspondentes e hiperligações para listas específicas de nomes de parlamentares a cada legislatura, a contar desde 1947. A tabela está incompleta, preenchida apenas com informações das eleições mais recentes.
| Legislatura | Período   | Ano da eleição | Vagas |
| ----------- | --------- | -------------- | ----- |
| 1.ª         | 1947-1950 | 1947           | 60    |
| 2.ª         | 1951-1955 | 1950           |       |
| 3.ª         | 1955-1959 | 1954           |       |
| 4.ª         | 1959-1963 | 1958           |       |
| 5.ª         | 1963-1967 | 1962           |       |
| 6.ª         | 1967-1971 | 1966           |       |
| 7.ª         | 1971–1975 | 1970           |       |
| 8.ª         | 1975–1979 | 1974           |       |
| 9.ª         | 1979–1983 | 1978           |       |
| 10.ª        | 1983–1987 | 1982           |       |
| 11.ª        | 1987-1991 | 1986           |       |
| 12.ª        | 1991-1995 | 1990           |       |
| 13.ª        | 1995-1998 | 1994           |       |
| 14.ª        | 1999-2002 | 1998           |       |
| 15.ª        | 2003-2006 | 2002           | 63    |
| 16.ª        | 2007-2010 | 2006           | 63    |
| 17.ª        | 2011-2014 | 2010           | 63    |
| 18.ª        | 2015-2018 | 2014           | 63    |
| 19.ª        | 2019-2022 | 2018           | 63    |
| 20.ª        | 2023-2026 | 2022           | 63    |

## Deputados estaduais por partido político
A tabela abaixo lista as quantidades de deputados(as) estaduais em cada partido político nas últimas legislaturas (conforme contagem iniciada em 1947). Sobre o assunto, vale salientar que as filiações partidárias referem-se à época do pleito eleitoral, já que posteriormente são possíveis mudanças na filiação partidária em certos casos, bem como podem haver cassações, afastamentos, licenças para exercer outros cargos e outras pessoas (com filiação partidária idêntica ou não) ocuparem a vaga. Além disso, alguns dos partidos listados não mais existem, seja por extinção, fusão ou refundação (e assim marcados com travessão), enquanto que os casos de renomeação são apresentados em continuidade com barras na mesma coluna. Demais partidos existentes no período que não aparecem na tabela não elegeram nenhuma pessoa nesse mesmo período.
| Legislatura      | AVANTE / PTdoB | CIDADANIA / PPS | DEM / PFL | MDB / PMDB | PATRIOTA / PEN | PCdoB | PDT | PHS | PL / PR | PL | MOBILIZA / PMN | PODE / PTN | PP / PPB | PROS | PRP | PRTB | PSB | PSC | PSD (2011) | PSD (1987) | PSDB | PSL | PSOL | PST | PT | PTB | PV | REPUBLICANOS / PRB | SOLIDARIEDADE / SD / SDD | UNIÃO |
| ---------------- | -------------- | --------------- | --------- | ---------- | -------------- | ----- | --- | --- | ------- | -- | -------------- | ---------- | -------- | ---- | --- | ---- | --- | --- | ---------- | ---------- | ---- | --- | ---- | --- | -- | --- | -- | ------------------ | ------------------------ | ----- |
| 15.ª (2003-2006) | 0              | 1               | 16        | 3          | —              | 3     | 2   | 0   | 0       | 4  | 0              | 0          | 7        | —    | 1   | 0    | 2   | 1   | —          | 2          | 3    | 0   | —    | 4   | 10 | 4   | 0  | —                  | —                        | —     |
| 16.ª (2007-2010) | 1              | 0               | 16        | 6          | —              | 3     | 3   | 0   | 0       | 5  | 1              | 1          | 5        | —    | 3   | 2    | 1   | 2   | —          | —          | 4    | 1   | 0    | —   | 10 | 0   | 0  | 0                  | —                        | —     |
| 17.ª (2011-2014) | 2              | 0               | 5         | 6          | —              | 3     | 5   | 0   | 4       | —  | 0              | 3          | 6        | —    | 2   | 0    | 1   | 5   | —          | —          | 2    | 2   | 0    | —   | 14 | 0   | 1  | 2                  | —                        | —     |
| 18.ª (2015-2018) | 0              | 0               | 6         | 6          | 0              | 3     | 5   | 0   | 1       | —  | 0              | 3          | 5        | 1    | 2   | 0    | 2   | 2   | 8          | —          | 3    | 1   | 0    | —   | 11 | 0   | 2  | 2                  | 0                        | —     |
| 19.ª (2019-2022) | 1              | 0               | 7         | 1          | 1              | 5     | 3   | 1   | 1       | —  | 0              | 1          | 7        | 0    | 1   | 0    | 4   | 3   | 9          | —          | 3    | 2   | 1    | —   | 10 | 0   | 0  | 2                  | 0                        | —     |
| 20.ª (2023-2026) | 1              | 0               | —         | 2          | 1              | 4     | 1   | —   | 4       | —  | 0              | 0          | 6        | 0    | —   | 0    | 2   | 1   | 9          | —          | 3    | —   | 1    | —   | 9  | 0   | 4  | 3                  | 2                        | 10    |